# Валя-Мерулуй (комуна)
Валя-Мерулуй (рум. Valea Mărului) — комуна у повіті Галац в Румунії. До складу комуни входять такі села (дані про населення за 2002 рік):
- Валя-Мерулуй (2660 осіб)
- Миндрешть (1079 осіб)

Комуна розташована на відстані 199 км на північний схід від Бухареста, 52 км на північний захід від Галаца, 146 км на південь від Ясс.

## Населення
За даними перепису населення 2002 року у комуні проживали 3739 осіб, усі — румуни. Усі жителі комуни рідною мовою назвали румунську.
Склад населення комуни за віросповіданням:
| Релігія       | Кількість осіб | Відсоток |
| ------------- | -------------- | -------- |
| православні   | 3721           | 99,5%    |
| адвентисти    | 15             | 0,4%     |
| п'ятдесятники | 2              | 0,1%     |